# Хамед аль-Джазаф
Хамед аль-Джазаф (араб. حمد الجزاف, 22 січня 1969) — бахрейнський футболіст, який грав на позиції півзахисника. Усю кар'єру футболіста провів у клубі «Ісса Таун», у якому виступав з 1987 до 2004 року. У 1987 році аль-Джазаф у складі молодіжної збірної Бахрейну грав на молодіжному чемпіонаті світу. З 1987 до 1994 року футболіст виступав у складі національної збірної Бахрейну. У складі збірної аль-Джазаф брав участь у фінальному турнірі кубка Азії з футболу 1988 року. Загалом провів у складі національної збірної 5 матчів, у яких забитими м'ячами не відзначився.